# Mazin Elsadig
Mazin Elfadil Elsadig, född 2 september 1987 i Chicago, Illinois, är en amerikanskfödd skådespelare. Han har bland annat haft roller i Disney Channelfilmen Jump In! (som Chuck Coley) och dramaserien Degrassi: The Next Generation (som Damian Hayes).